# أواسكو (نيويورك)
أواسكو (بالإنجليزية: Owasco, New York)‏ هي بلدة أمريكية تقع في الولايات المتحدة في مقاطعة كايوغا، نيويورك. يقدر عدد سكانها بـ 3,793 نسمة ومساحتها 60.8 كم2 وترتفع عن سطح البحر 273 متر.